# Victoria's Secret (Rose Villain)
Victoria's Secret è un singolo della cantautrice italiana Rose Villain, in collaborazione con il rapper italiano Tony Effe, pubblicato il 30 maggio 2025 come primo estratto dalla riedizione digitale del terzo album in studio Radio Vega.

## Descrizione
Il brano, scritto da entrambi gli artisti con Vincenzo Liguori, è prodotto da Andrea Ferrara, in arte Sixpm, Giorgio Pesenti, in arte Okgiorgio, e Ludovico Marino, in arte Ludovico Mar. Esso ha anche segnato la terza collaborazione tra i due artisti dopo il singolo Michelle Pfeiffer (2022), contenuto nell'album Radio Gotham di Rose Villain, e del brano Balenciaga (2024), contenuto nell'album Icon di Tony Effe.

## Video musicale
Il video musicale, diretto da Amedeo Zancanella, è stato pubblicato in concomitanza all'uscita del brano attraverso il canale YouTube della cantautrice.

## Tracce
Testi di Rosa Luini, Nicolò Rapisarda e Vincenzo Liguori, musiche di Andrea Ferrara, Giorgio Pesenti e Ludovico Marino.
1. Victoria's Secret – 3:14

## Formazione
- Rose Villain – voce
- Tony Effe – voce
- Andrea "Sixpm" Ferrara – tastiere, produzione
- Giorgio "Okgiorgio" Pesenti – chitarra, produzione
- Ludovico Mar – tastiere, chitarra, basso, produzione

## Classifiche
| Classifica (2025) | Posizione massima |
| ----------------- | ----------------- |
| Italia            | 24                |